# Tischtennisball

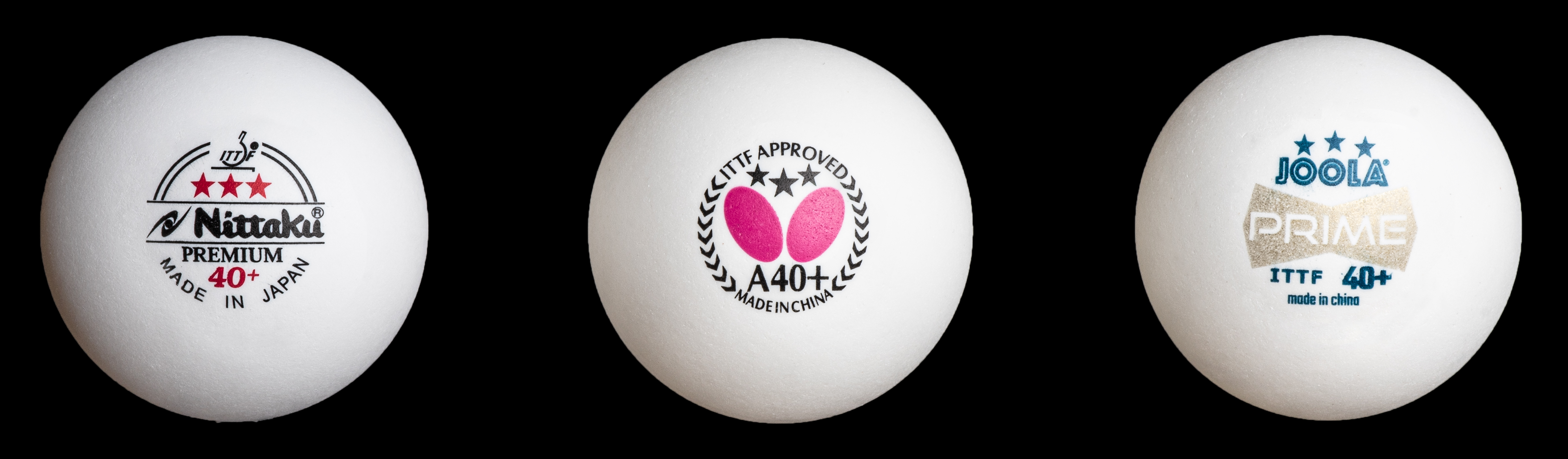
3-Sterne-Bälle 40+ aus Plastik, Durchmesser 40 mm – mit aktueller ITTF-Zulassung

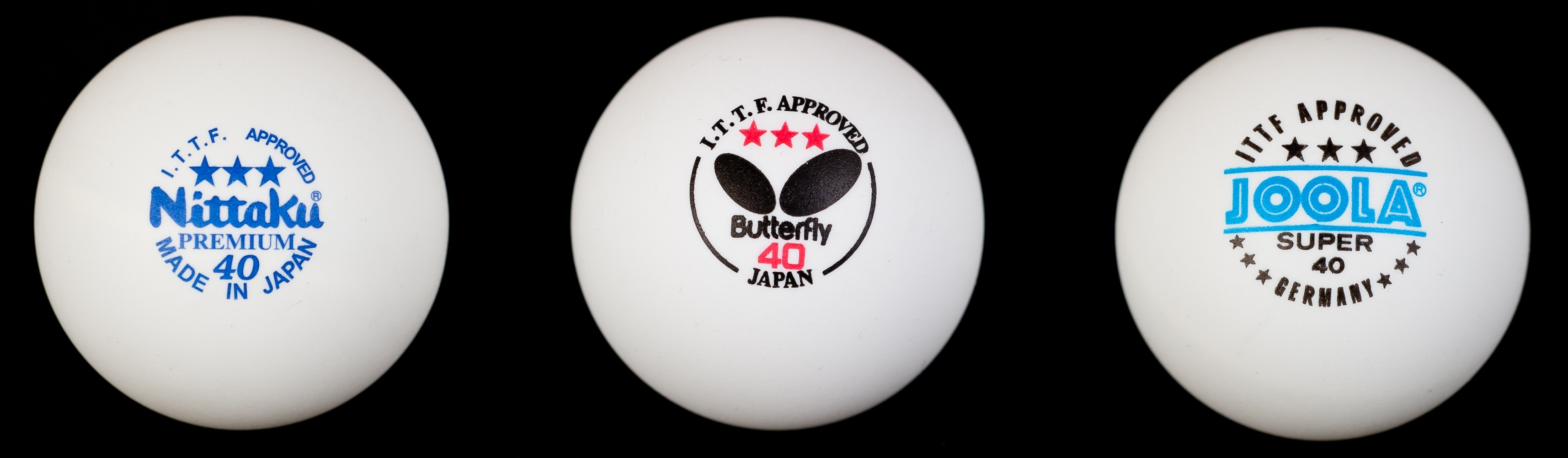
3-Sterne-Bälle 40 aus Zelluloid, Durchmesser 40 mm – international nicht mehr zugelassen

Der Tischtennisball wird beim Tischtennissport verwendet. Die Eigenschaften der Bälle sind für offizielle Wettkämpfe vorgeschrieben: Der Ball besteht ab dem Jahr 2018 nur noch aus Kunststoff. Seit dem 31. Dezember 2017 ist die Produktion des Tischtennisballes aus dem Werkstoff Zelluloid weltweit eingestellt worden, weil Zelluloid als hochentflammbar und somit nicht mehr als transportfähig gilt. Er ist hohl, gleichmäßig rund, soll einen Durchmesser von 40 mm haben und soll 2,7 g wiegen. Wird er aus einer Höhe von 30,5 cm auf einen genormten Stahlblock fallen gelassen, dann muss er 24 bis 26 cm hoch abspringen.

## Vorgeschriebene Eigenschaften
Das Regelhandbuch der „Tischtennisregeln“ behandelt im Abschnitt 3 den Tischtennisball. Aus diesem sind die folgenden Bestimmungen entnommen (Stand: April 2019):
1. Der Ball ist kugelförmig und hat einen Durchmesser von 40 mm.
2. Der Ball wiegt 2,7 g.
3. Der Ball besteht aus Plastik. Er ist matt und entweder weiß oder orange.

## Qualitätsansprüche

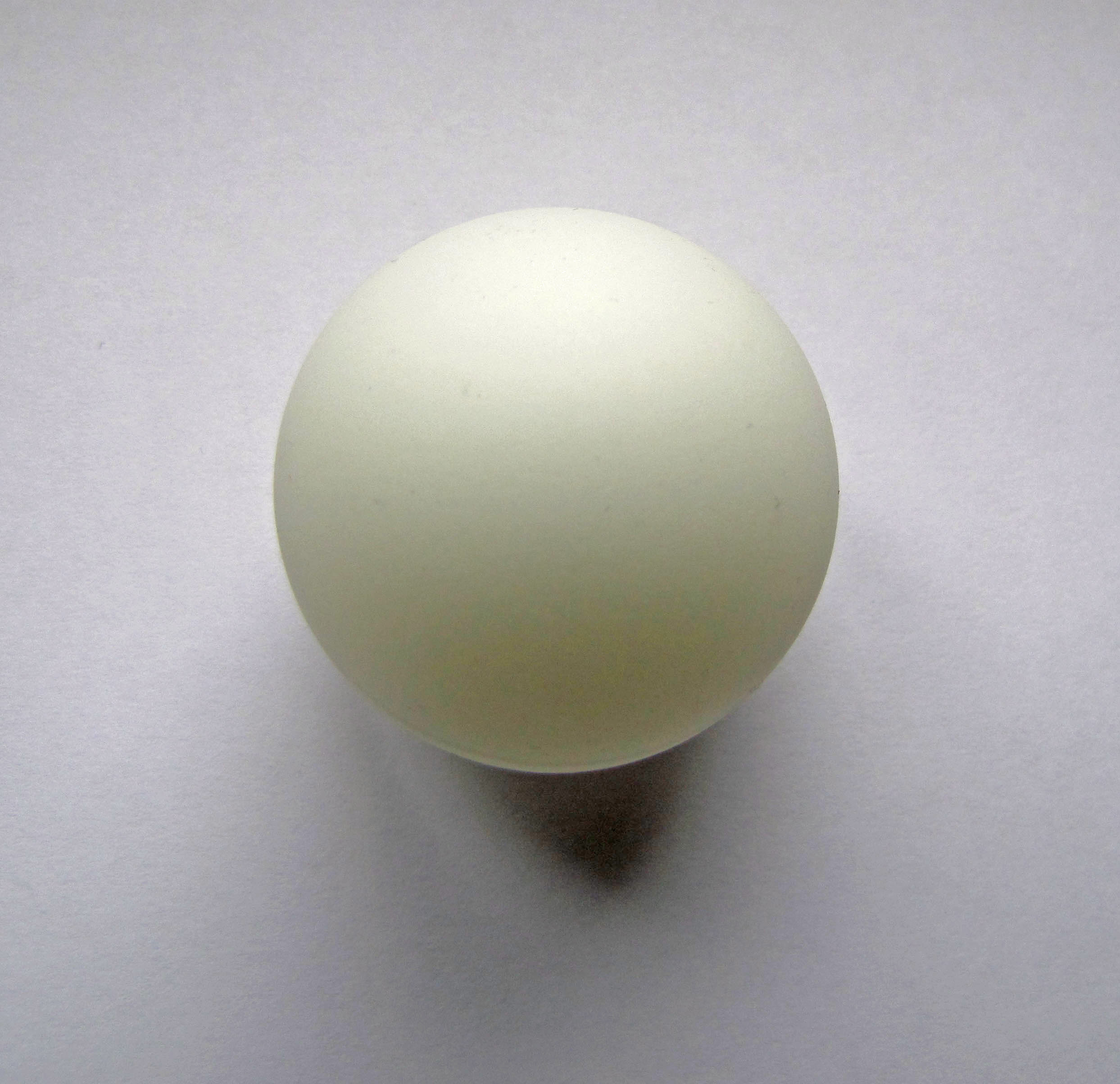
Normfarbe weiß

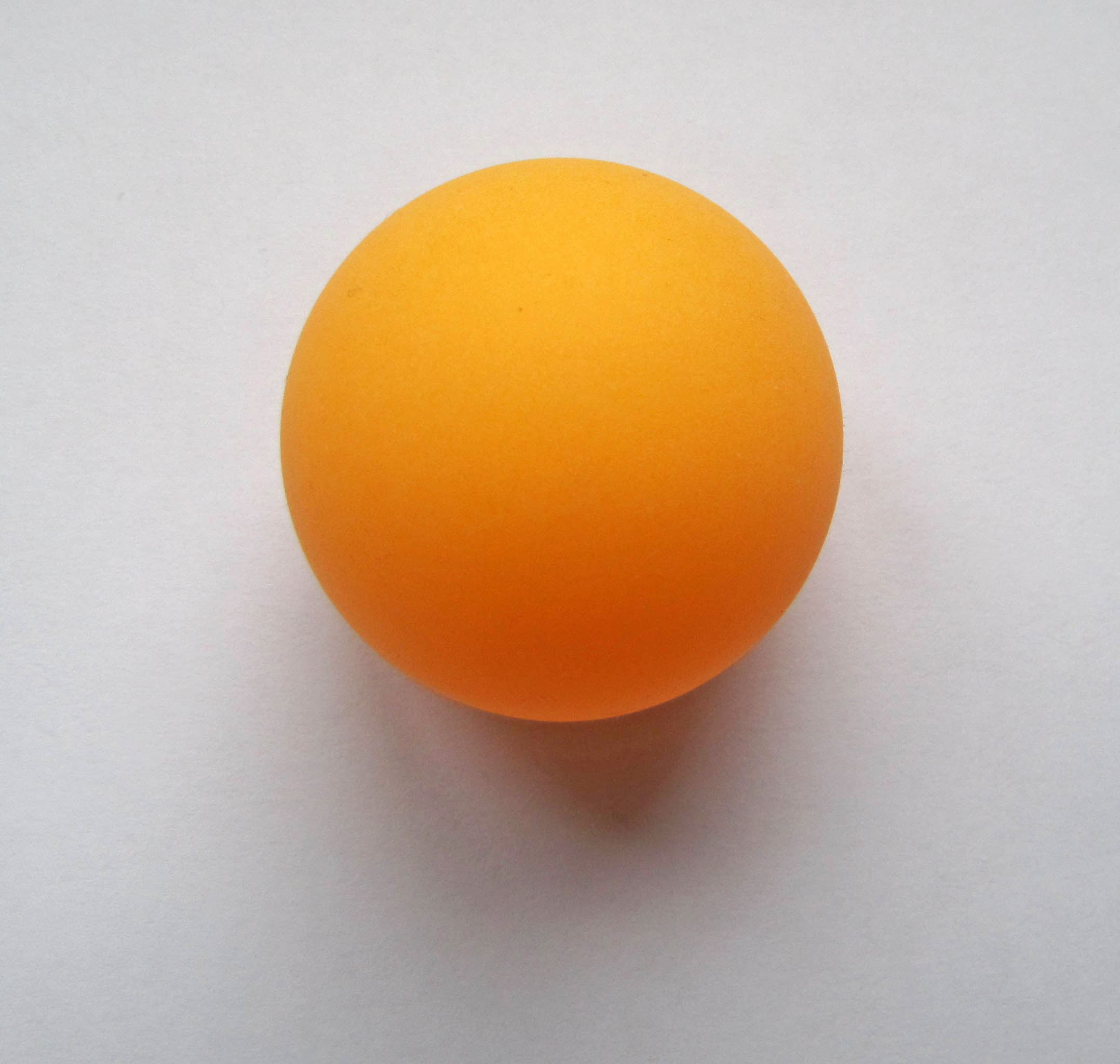
Normfarbe orange

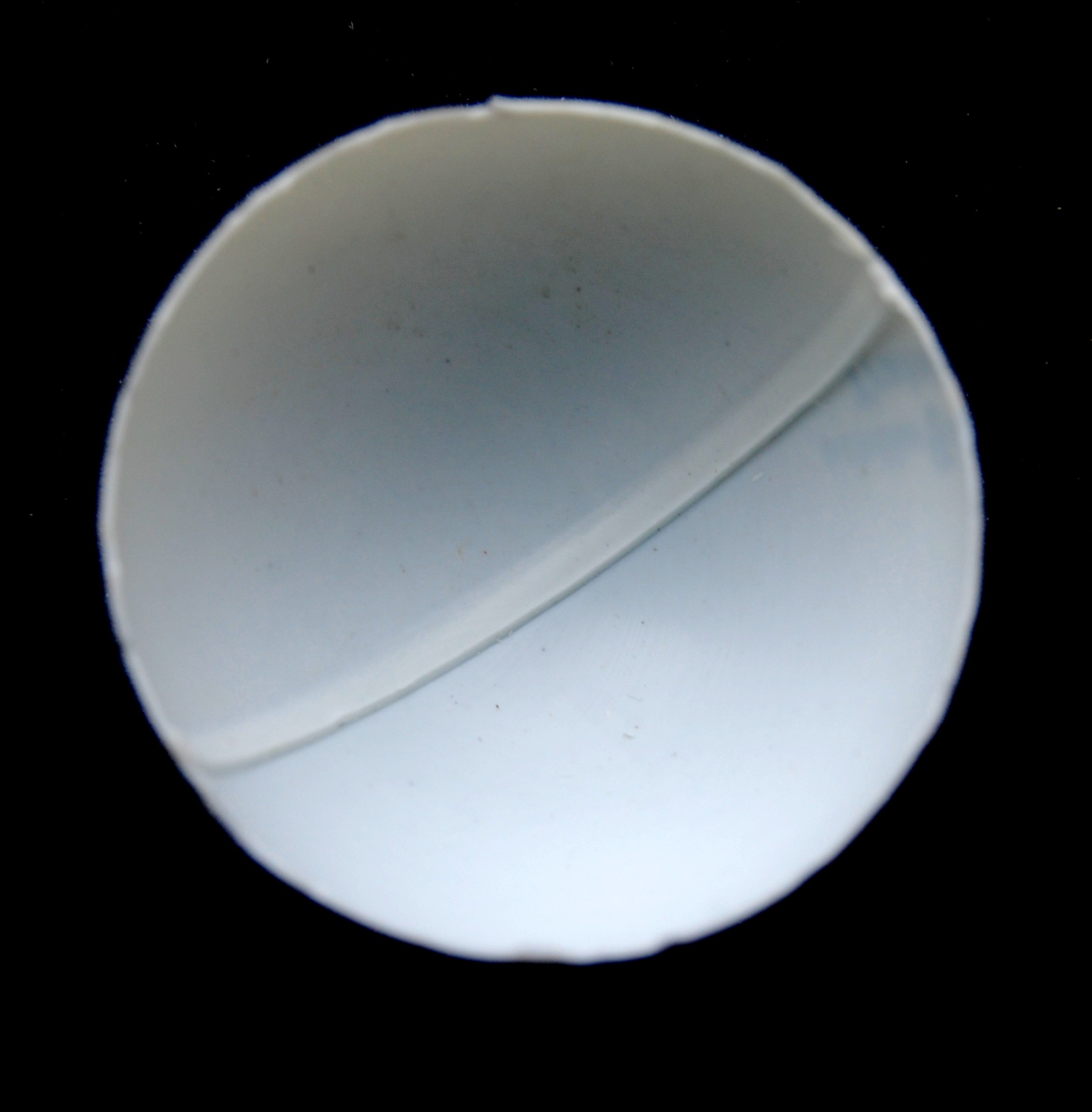
Tischtennisball, aufgeschnitten – Innenansicht der Naht

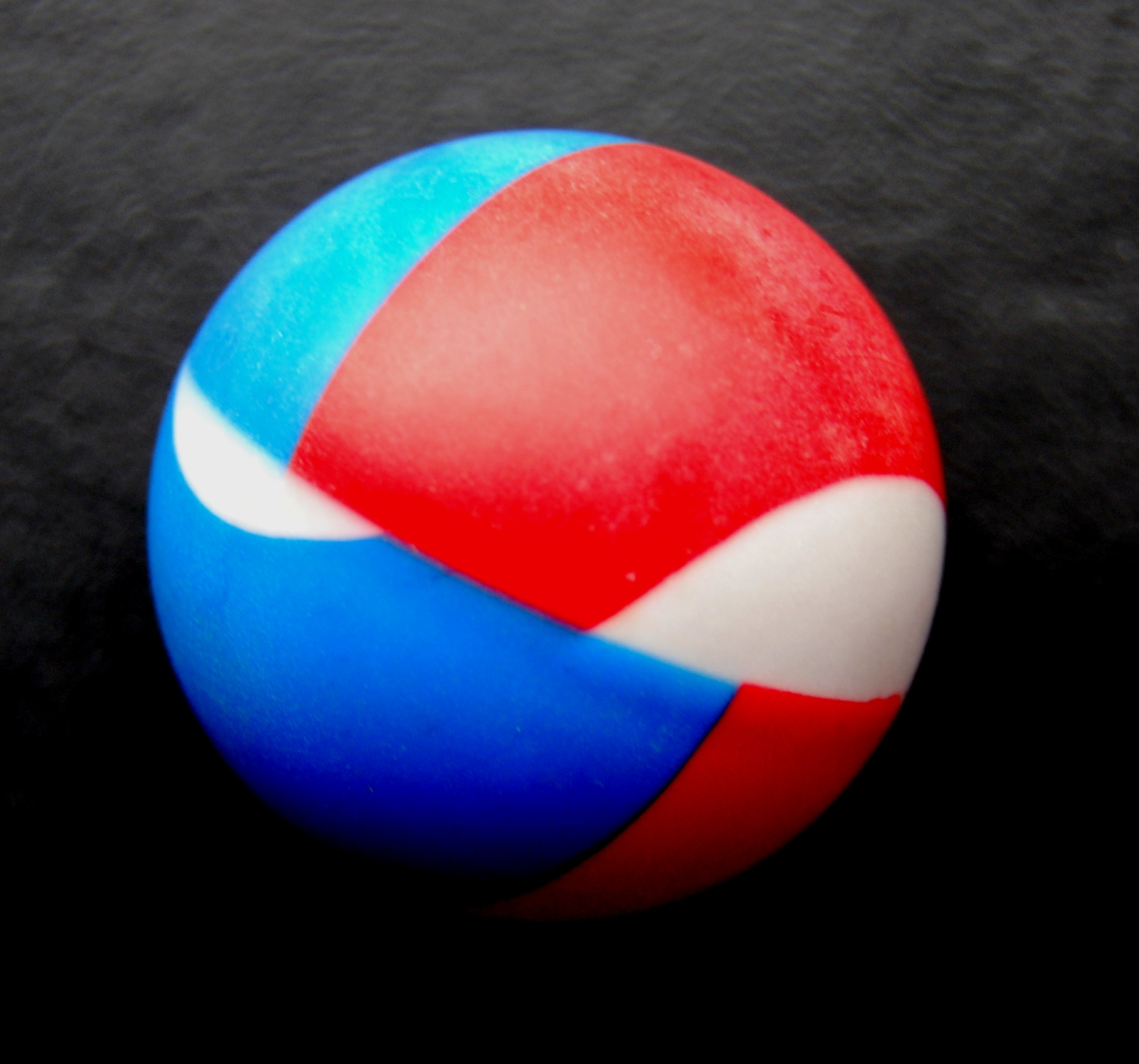
TT-Trainingsball zur Spinerkennung

An das Material und die Verarbeitung eines Balles werden hohe Ansprüche gestellt. Ein hart geschlagener „Schmetterball“ kann bis zu 170 km/h schnell werden. Dabei berührt der Ball den Schläger nur etwa 1/1000 Sekunde und verformt sich dabei um bis zu 25 Prozent.
Bei einem optimal geschlagenen Topspin dreht sich der Ball etwa 150 Mal pro Sekunde beziehungsweise 9000 Mal pro Minute.
Tischtennisbälle werden daher je nach Ansprüchen in Trainings- bzw. Wettkampfleistung in verschiedenen Qualitätsstufen angeboten. Die höchste Qualitätsstufe wird als selektierter „3-Sterne-Ball“ gekennzeichnet, die untersten (weniger als 3 Sterne) werden als Trainingsbälle vertrieben. Die Kennzeichnung ist jedoch nicht verlässlich, da Hersteller ihre Bälle manchmal mit drei und mehr Sternen kennzeichnen, ohne die Qualitätsanforderungen an einen wettkampftauglichen Tischtennisball zu erfüllen. Die Klassifizierung als 3-Sterne-Ball beim Wettkampfball ergibt sich erst durch eine aufwendige Selektion (auf Gewicht, Härte und Rundung) nach der Fertigung.
Tischtennisbälle können als eine Art Verbrauchsgegenstand betrachtet werden, da sie (abhängig von Qualität und Spielweise) regelmäßig kaputtgehen. In den meisten Fällen reißen die Bälle an der Naht. Geübte Spieler erkennen dies meist sofort am Klang oder am Sprungverhalten.
Weil bei den hohen Flug- und Rotationsgeschwindigkeiten schon minimale Abweichungen des Balles deutliche Auswirkungen auf die Flugbahn und den Absprung vom Tisch haben, sind bei Wettkämpfen 3-Sterne-Bälle vorgeschrieben.
Trainingsbälle können sich erheblich unterscheiden; die höchste Qualität haben solche Bälle, die aus der Fertigung der Wettkampfbälle wegen der Abweichungen in Masse, Härte oder Rundung aussortiert worden sind. Daneben gibt es aber auch Bälle aus minderwertigem Zelluloid, die bereits als Trainingsball produziert wurden. Tischtennisbälle mit nach außen gewölbter Naht werden heute weitgehend nicht mehr angeboten.
Die früher anzutreffenden Klassifizierungen „1-Stern-Ball“ und „2-Sterne-Ball“ sind mangels Nachfrage weitgehend aus dem Angebot der Hersteller verschwunden. Diese Bälle werden heute in der Regel als Trainingsbälle verkauft.

## Qualitätsprüfung
Das Süddeutsche Kunststoff-Zentrum (SKZ) in Würzburg prüft seit Anfang der 2000er Jahre im Auftrage des Internationalen Tischtennisverbandes (ITTF), ob ein Tischtennisball die von der ITTF geforderten Eigenschaften erfüllt. Es existieren etwa 70 Produktserien. Jede dieser Serien wird alle zwei Jahre geprüft. Dazu werden stichprobenartig 24 Bälle eingekauft. Mit einem Spektralfotometer wird der Farbwert der Bälle bestimmt, anschließend werden sie gewogen. Mit Hilfe einer schiefen Ebene wird gemessen, ob die Bälle geradeaus rollen. Da die Hälften mittels einer Schweißnaht zusammengefügt sind, kann es hier gelegentlich zu Abweichungen kommen. Mit Hilfe einer Digitalkamera wird die Sprunghöhe gemessen. Danach wird getestet, ob die Bälle gleichmäßig rund sind. In einem Messgerät lässt man einen Ball rotieren und misst 200 Mal den Durchmesser in den verschiedenen Ebenen. Abschließend wird mit Gewichten ein Druck erzeugt, wobei sich ein Ball bei 5 kg Belastung zwischen 0,71 und 0,84 Millimeter verformen darf.

## Herstellung
Für die Herstellung eines Zelluloid-Tischtennisballes brauchte man Zelluloid-Platten, aus denen kleine, runde Scheiben ausgeschnitten oder ausgestanzt wurden. Auf etwa 100 °C erhitzt und im Tiefzieh-Verfahren in eine Hohlform gepresst, verwandelten sich die Scheiben in Halbkugeln mit einem Rand. Die Ränder der Halbkugeln wurden beschnitten und mit Hilfe von Aceton miteinander verklebt. Diese Rohform des Balles wurde nun erneut an der Klebenaht beschnitten und anschließend durch Erhitzen in einer Kugelform auf die endgültige Größe aufgeblasen. Die Bälle erhielten dann in einer rotierenden Trommel mit Hilfe von Bimsmehl ihr Endgewicht und ihre endgültige Form.
Nach der Fertigung durchliefen die Bälle noch einen Selektionsprozess, der sie maschinell auf Gewicht, Härte und Rundung prüfte. Bis zur Benutzung mussten die Bälle noch gelagert werden, um Lösemittelrückstände verdunsten zu lassen. Dies erfolgte häufig während des mehrwöchigen Transportes per Schiff von Asien, wo die Bälle bis in die 2010er Jahre gefertigt wurden, bis zu ihrem Einsatzort.
In den 1980er-Jahren scheiterte ein Versuch, die Bälle aus einem anderen Kunststoff herzustellen. Die unter dem Namen der Tischtennislegende Victor Barna vertriebenen Tischtennisbälle zeichneten sich durch eine extrem lange Haltbarkeit aus, der zur Herstellung verwendete Kunststoff war unter Spielbedingungen nahezu unzerstörbar. Jedoch wurde die Oberfläche bereits nach kurzer Spieldauer so glatt, dass an die Schlagtechniken „Topspin“ oder „Unterschnitt“ nicht mehr zu denken war. Dieses Problem konnte nicht gelöst werden, und der neuartige Kunststoffball verschwand wieder vom Markt.
Seit etwa 2010 gelang es, gleichwertige Bälle aus Plastik (z. B. ABS) herzustellen, die dann nach und nach den Zelluloidball ablösten.

## Farben
Tischtennisbälle gibt es in verschiedenen Farben, unter anderem in Weiß, Orange und Gelb (seit 1970) sowie mit bunten Aufdrucken. Für den Wettkampf zugelassen sind jedoch nur mattweiße und mattorange Bälle. Gelbe Bälle wurden 1997 auf dem Biannual General Meeting (BMG) verboten. Entgegen einer verbreiteten Meinung muss auf grünen Tischen nicht zwingend mit weißen oder auf blauen Tischen mit orangefarbenen Bällen gespielt werden. Vielmehr ist jede der Farbkombinationen zulässig. Zu Trainingszwecken gibt es auch zwei- oder dreifarbige Bälle wie beispielsweise rot-weiß oder rot-weiß-blau, damit man die Rotation besser erkennen kann.
Die Entwicklung farbiger (gelber bzw. oranger) Bälle beruht auf der Ende der 1960er-, Anfang der 1970er-Jahre an der TU Braunschweig durch den Dozenten und damaligen Bundeslehrwart des DTTB, Diplomsportlehrer Martin Sklorz, durchgeführten Untersuchungen, die ergaben, dass gelbe Bälle vom Spieler besser wahrgenommen werden können als weiße Bälle. Erste Tests im Wettkampfbetrieb fanden im Mai 1970 beim Deutschlandpokal der Junioren in Ettlingen statt. Die ersten farbigen Bälle wurden damals von der Firma Hanno gefertigt und vertrieben. Es dauerte fast zwei Jahrzehnte, bis sich diese Neuerung auch im Wettkampfbetrieb durchsetzte.

## Geschichte
Den bis 2018 gebräuchlichen Tischtennisball aus Zelluloid brachte der englische Ingenieur James Gibb 1890/91 von einer Amerikareise mit. Vorher hatte man zum Spielen Gummibälle oder geschnitzten Kork mit etwa fünf cm Durchmesser benutzt. Die Zelluloidbälle wurden bald maschinell hergestellt. In Essex (England) produzierte man 1902 pro Woche etwa 2 Millionen Bälle.
Um 1969 experimentierte man erstmals mit gelben Bällen, wobei sich zunächst das Sprungverhalten des Balles durch die Beimischung des damals verwendeten gelben Farbstoffs verschlechterte – die Bälle wurden weicher. Diese Probleme wurden später durch Verwendung anderer Farbstoffe behoben.
1990 schätzte man, dass in Deutschland jedes Jahr mehr als 10 Millionen Bälle verbraucht wurden.
Bei der WM 2000 beschloss der ITTF-Kongress, den Durchmesser des Balles von 38 auf 40 Millimeter zu vergrößern. Die nächste WM war die erste, bei der der große Ball verwendet wurde. Die veränderte Flugbahn verlangte den Spielern einen großen Anpassungsaufwand ab. Insbesondere Abwehrspieler hatten Probleme. Bei dieser WM schieden viele Abwehrspieler frühzeitig aus, bei den Damen erreichte keine Abwehrspielerin das Achtelfinale.
Vor dem Jahr 2000 spielte man mit kleineren Bällen. Der Durchmesser betrug 38 mm (Toleranz 38,2 mm bis 37,8 mm), die Masse war mit 2,5 Gramm (Toleranz 2,40 bis 2,53 g) vorgeschrieben. Ein wettkampftauglicher Ball musste 23,5 bis 25,5 cm hochspringen, wenn er aus einer Höhe von 30,5 cm auf einen Stahlblock fiel. Durch Vergrößerung des Balles auf 40 mm sollte die Fluggeschwindigkeit reduziert werden. Davon erhoffte man sich längere und attraktivere Ballwechsel sowie eine bessere Sichtbarkeit des Balles für Zuschauer vor Ort und bei Fernsehübertragungen. Diese Eigenschaften wurden jedoch nicht erreicht, weil inzwischen auch die Tischtennisschläger weiterentwickelt wurden. Schnellere Schlägerhölzer und sprungfreudigere Beläge bewirkten, dass trotz des größeren Balles die Ballgeschwindigkeit gleich blieb.

## Der Plastikball

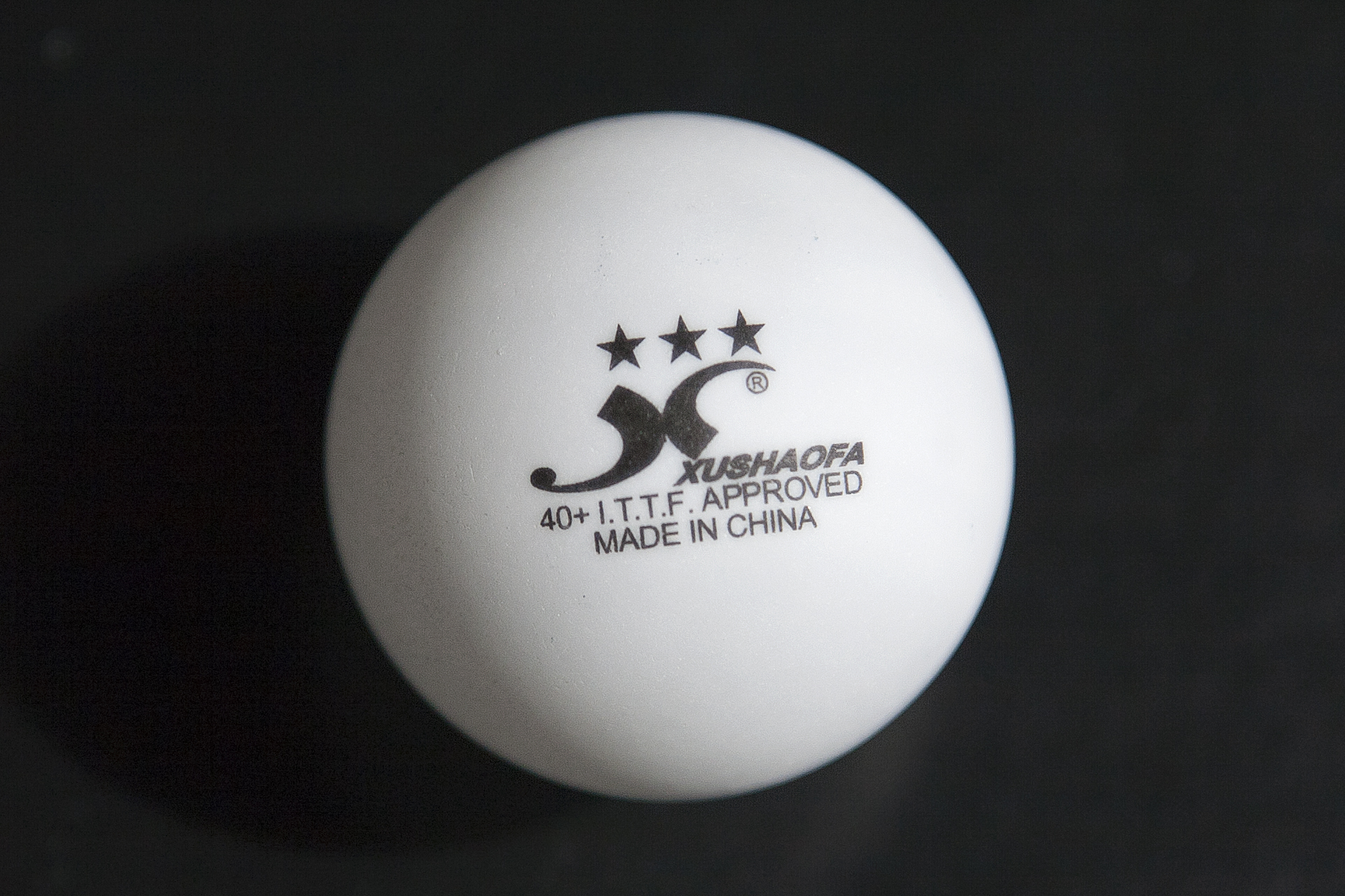
Tischtennis-Plastikball 40+

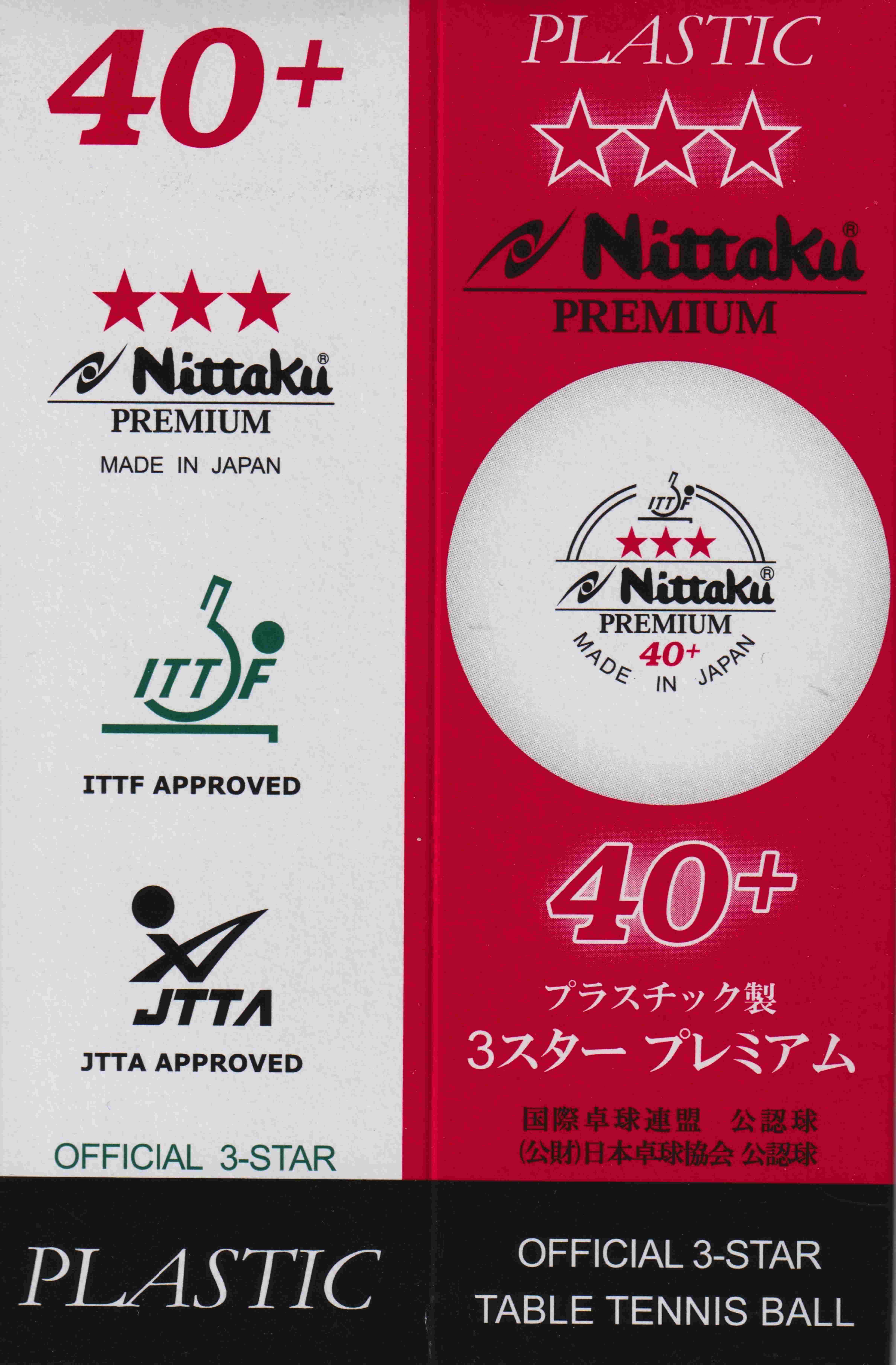
+-Zeichen hinter der Zahl 40 bedeutet: Plastikball

Im Juni 2011 wurde von Seiten des Deutschen Tischtennis-Bundes DTTB und des Weltverbandes ITTF bekannt gegeben, dass nach den Olympischen Spielen 2012 ein neuer Ball eingeführt werden soll. Ziel war der Umstieg von Zelluloid- auf Plastikbälle; als Begründung hieß es, dass es in Zukunft schwer werden würde, Bälle aus Zelluloid zu produzieren, da deren Produktion in einigen Ländern verboten werde. Zudem gelten die Bälle wegen ihrer leichten Entzündlichkeit als Gefahrgut. Von Funktionären hörte man zugleich, dass es nur geringe Unterschiede zum alten Ball geben werde, da Größe und Gewicht beibehalten werden. Dies hätten auch chinesische Spitzenspieler nach Tests mit dem neuen Ball festgestellt. Allerdings wurden die Toleranzmaße auf 40,0–40,6 mm (vorher 39,5–40,5 mm) geändert, sodass die Bälle größer sind als Zelluloidbälle, da die Firmen sich bei deren Produktion oft am unteren Ende der Toleranz orientiert hatten.
Bereits 1970 entwickelte die Firma Dunlop einen Plastikball, der sich aber nicht durchsetzte. Am 15. September 2005 hatten der deutsche Chemiker Thomas Wollheim und In Sook Yoo als Erfinder mit der Firma In Sook Yoo International Project Management als Antragsteller ein Patent für einen zelluloidfreien Tischtennisball angemeldet. Da den Herstellerfirmen die Patentrechtsituation unklar erschien, zögerten sie mit der Herstellung von Plastikbällen. Zudem kritisierten sie mögliche wirtschaftliche Verflechtungen seitens Joachim Kuhn, Ehemann von In Sook Yoo. Kuhn wurde von 2000 bis 2013 im ITTF Technical Leaflet T3 (Definition der Kriterien für Ballzulassung) als für Balltests verantwortliches ITTF-Materialkomitee-Mitglied genannt. Er schied 2013 aus dem Materialkomitee aus.
Anfang 2014 wurden erstmals neue Plastikbälle zugelassen. Der vielfach kritisierte Palio-Ball war nicht darunter (siehe Liste zugelassener Bälle). International wird seit Juli 2014 nur noch mit dem neuen Plastikball gespielt. Der DTTB empfahl, in den von ihm verwalteten Ligen ebenfalls so vorzugehen. Der französische Tischtennisverband FFTT beschloss zunächst, den Plastikball in seinen nationalen Ligen nicht einzuführen. Ab der Saison 2016/17 schreibt der DTTB die Verwendung des Plastikballs in den Bundesligen verbindlich vor. Für alle darunterliegenden Klassen, auch Amateurklassen, ist der Plastikball ab der Saison 2019/20 in Deutschland verbindlich vorgeschrieben.
Anfang 2017 stellte das Tischtennisunternehmen DHS (Double Happiness) eine neue Generation von Plastikbällen vor. Diese Bälle weisen nicht nur eine stark verbesserte Haltbarkeit auf, sondern können, im Vergleich zu den bisherigen Plastikbällen, preislich günstiger angeboten werden. Allerdings nehmen die neuen Plastikbälle noch weniger Rotation an, was die Unterschiede in den Spieleigenschaften zwischen dem Zelluloidball und dem Plastikball vergrößert.
Noch Anfang 2020 kritisieren Spitzenspieler unterschiedliche Spieleigenschaften von Plastikbällen unterschiedlicher Hersteller. Dies wirkt sich gerade im Spitzensport oft nachteilig aus.

## Verschiedenes
- Der Tischtennisball als Sammelobjekt ist ein allgemein eher ungewöhnliches, unter Tischtennisspielern aber ab und an auftauchendes Hobby. Dieter Lippelt aus Niedermark zeigte 1998 in Düsseldorf 5.800 verschiedene Bälle.[19]
- Stanislaw Schmidt ist der erste Tischtennisballsammler, der seine Sammlung online ausstellt und damit einen weitreichenden Überblick über die Vielfalt an Tischtennisbällen gibt.[20]
- Die Ziehungsautomaten des deutschen Lotto (6 aus 49) sind mit 49 lackierten Tischtennisbällen bestückt.[21]
- Japanische und britische Wissenschaftler simulierten 1999 zu Studienzwecken das Verhalten von Schneelawinen, indem sie 32.000 Tischtennisbälle auf einer Skischanze abwärts rollen ließen. 2004 wurde das Experiment mit 550.000 Bällen wiederholt.[22]
- Bei Außentemperaturen von 34 Grad Celsius explodierten in Hongkong 500.000 in einem Metallcontainer lagernde Zelluloid-Tischtennisbälle.[23]
- Im Wettbewerb Jugend forscht untersuchte Felix Kahlhöfer (Düsseldorf) mit Hilfe eines Tischtennisballes chaotische Effekte, indem er einen Glasteller auf einem Lautsprecher befestigte und mit verschiedenen Tönen den Ball zum Hüpfen brachte.[24]
- Zelluloid besteht u. a. aus Cellulosenitrat, das auch als Schießbaumwolle bekannt ist und dem deutschen Sprengstoffgesetz unterliegt.
- Fast 90 % aller weltweit produzierten Tischtennisbälle werden angeblich für die Bergung von Schiffswracks eingesetzt.[25] Das ist allerdings nur ein durch eine Donald-Duck-Geschichte inspirierter Mythos, der lediglich einmal erfolgreich für eine Episode der Fernsehserie MythBusters – Die Wissensjäger nachgestellt wurde.[26] Die Kosten für rund 100 Millionen Tischtennisbälle, die zur Hebung eines mittleren Frachters benötigt würden, liegen etwa in der Höhe eines Neukaufs des Schiffes.[27]
- In der Saison 2013/14 wurde in den Playoff-Spielen der chinesischen Superliga probehalber mit einem zweifarbigen Plastikball gespielt. Die eine Hälfte des Balles ist weiß, die andere orange. Dadurch soll für den Zuschauer die Ballrotation besser zu erkennen sein.[28]